# Белостоцкий, Игорь Иванович
Игорь Иванович Белостоцкий (1914—1991) — советский геолог, доктор геолого-минералогических наук. Занимался вопросами региональной геологии, палеогеографией, геоморфологией и стратиграфией.

## Биография
Родился 19 октября (1 ноября) 1914 года в селе Карпова Гора, Архангельской губернии. Отец, Иван Степанович Белостоцкий, в то время отбывал ссылку за революционную деятельность (член РСДРП с 1904, избирался в ЦК в 1912). Мать (? — 1937) — врач, революционер.
Окончил 8 классов средней школы в городе Свердловск.
В 1937 году окончил геолого-разведочный факультет Уральского горного института в городе Свердловск, по специальности Геологические поиски и съёмка.
В конце 1937 — начале 1939 года прошёл срочную службу в Красной армии на Дальнем Востоке. Красноармеец, заместитель политрука в 59 артполку.
В 1930—1937 и 1939—1942 годах занимался геологической съёмкой. Таджикское геологическое управление.
С января 1942 по сентябрь 1946 годов участвовал в боях на Донском фронте, где был ранен в августе 1942 года. После госпиталя воевал на Северо-Западном, 2 Украинском и 2 Забайкальском фронтах. Был политруком роты, батареи, парторгом дивизиона, агитатором политотдела и армии.
Прошёл с войсками через западную часть Украины, Молдавию, Румынию, Венгрию, Чехословакию, Монголию, Маньчжурию, встретил конец войны у Ляодунского залива в звании капитан.
С 1946 года жил в Москве. Работал во Всесоюзном Аэрогеологическом тресте по геологической съемке.
Работал по составлению геологических карт на Алтае, в Саянах, КНДР (1951—1952), Албании (1958—1961) и Северной Африке.
Подготовил доклад к 20 сессии Международного геологического конгресса (1956, Мехико) по проблеме «Каледонская орогения».
С 1958 года, как представитель Всесоюзного Аэрогеологического треста, работал в редакторском совете по изданию геологических карт ВСЕГЕИ.
Скончался 31 марта 1991 года.

## Награды и премии
- декабрь 1943 — орден Красной Звезды[3]
- май 1945 — Медаль «За победу над Германией в Великой Отечественной войне 1941—1945 гг.»
- сентябрь 1945 — орден Отечественной войны II степени[4]
- сентябрь 1945 — Медаль «За победу над Японией».
- апрель 1985 — орден Отечественной войны I степени[5].

## Членство в организациях
- 1940 — ВКП(б)
- 1956 — Комиссия по охране природы АН СССР